# Серцеїд
«Серцеїд» (фр. L'arnacoeur) — романтична комедія режисера Паскаля Шомея, вийшла на екрани у 2010 року.
Ромен Дюріс за роль в цьому фільмі був номінований на премію «Сезар» в категорії «Найкраща чоловіча роль».

## Зміст
Алекс — професійний серцеїд, який заробляє на життя тим, що розбиває пари. За певну плату він може без труднощів перетворити будь-якого чоловіка, нареченого або бойфренда у «колишнього». Та в Алекса є залізне правило: він руйнує тільки нещасні пари. Його чергове завдання — заможна спадкоємиця, у якої через 10 днів призначено весілля. Завдання як завдання, але от лихо: дівчина — абсолютно чарівна, а її наречений — прекрасний вибір. Переслідуваний кредиторами, Алекс погоджується поступитися принципами і береться виконати завдання. Та цього разу відпрацьовані роками прийоми, схоже, не діють.

## Ролі
- Ромен Дюріс — Алекс Ліппі
- Ванесса Параді — Жюльєтт ван дер Бек
- Жюлі Ферр'є — Мелані
- Франсуа Дам'єн — Марк
- Елена Ногуерра — Софі
- Ендрю Лінкольн — Джонатан Олкотт
- Жак Франтц — ван дер Бек
- Амандін Девасм — Флоранс
- Жан-Ів Лафесс — Дютур
- Хелена Ногерра — Софі